# Lissonotus confinis
Lissonotus confinis är en skalbaggsart som beskrevs av Aurivillius 1915. Lissonotus confinis ingår i släktet Lissonotus och familjen långhorningar. Inga underarter finns listade i Catalogue of Life.